# Brian Lewis, 2. Baron Essendon

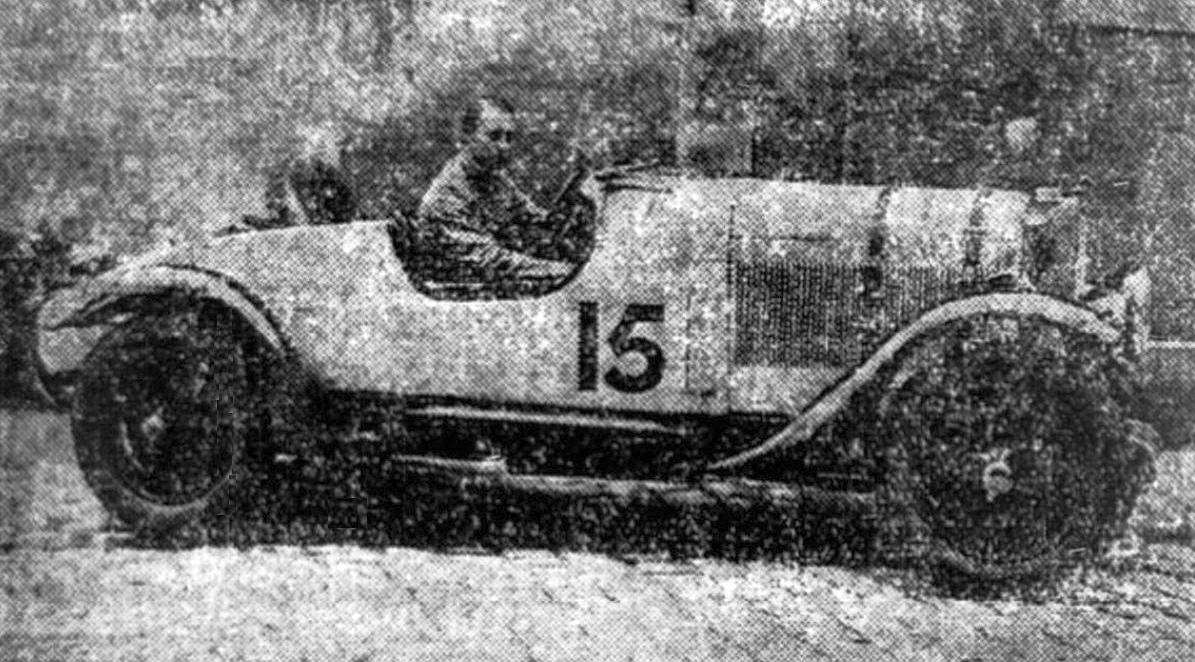
Der Talbot AO90 von Hugh Eaton und Brian Lewis beim 24-Stunden-Rennen von Le Mans 1930

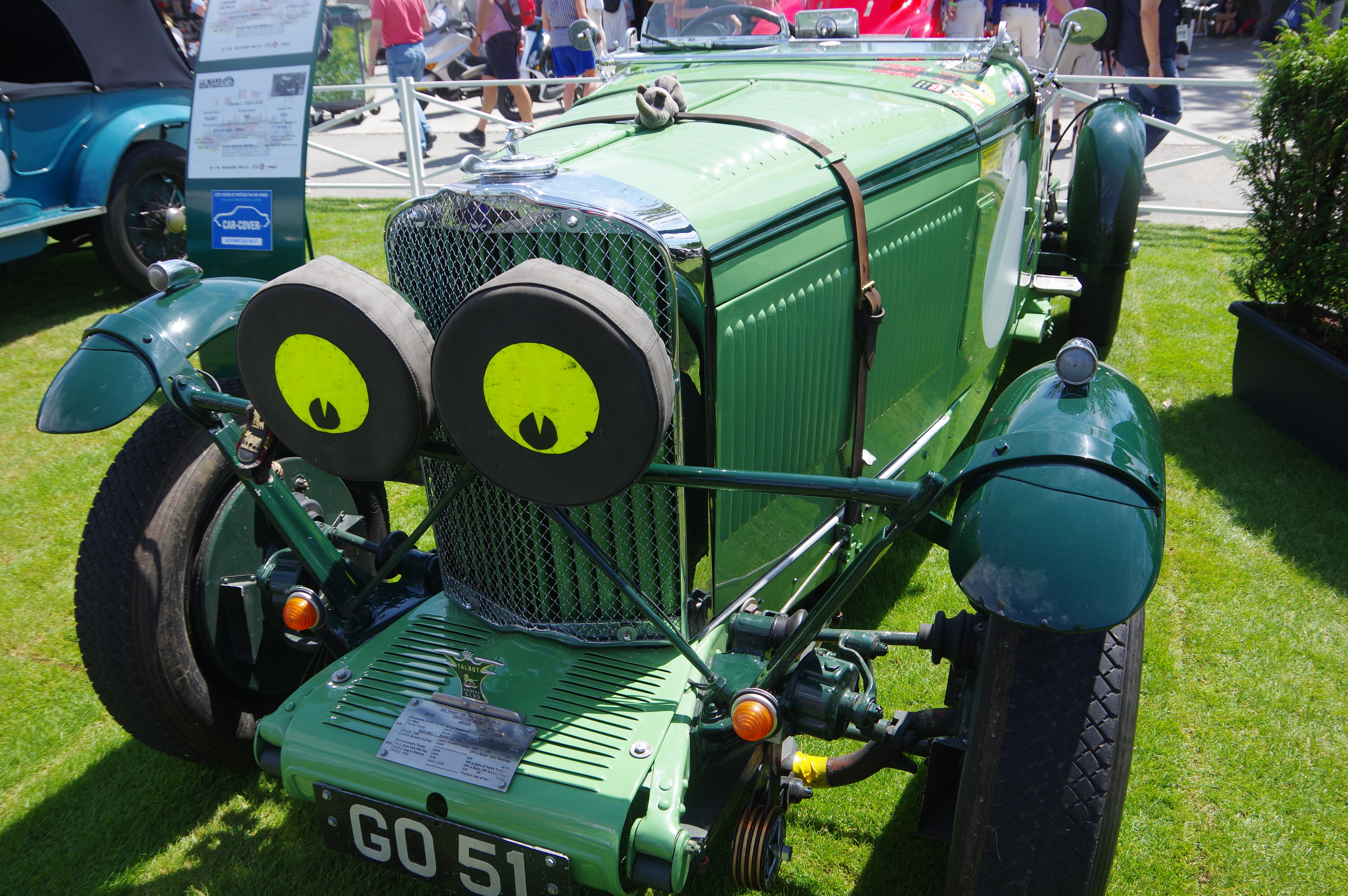
Talbot 105; Einsatzwagen beim 24-Stunden-Rennen von Le Mans 1931

Brian Edmund „Bug“ Lewis, 2. Baron Essendon (* 7. Dezember 1903 in London; † 18. Juli 1978 in Lausanne) war ein britischer Adliger und Autorennfahrer.

## Familie
Brian Lewis war der einzige Sohn von Frederick Lewis, 1. Baron Essendon (1870–1944) und dessen Frau Eleanor Harrison († 1969). Seine Schwester Frieda (1898–1979) war mit dem britischen Jagdflieger des Ersten Weltkriegs Ian Napier (1870–1944) verheiratet. Brian Lewis ehelichte 1938 Mary Duffil, eine Witwe aus den Vereinigten Staaten.

## Karriere als Rennfahrer
Brian Lewis studierte am Pembroke College der University of Cambridge und arbeitete in den 1920er-Jahren bei Furness, Withy & Co., einer Reederei bei der sein Vater Geschäftsführer war.
Ende der 1927 begann er mit dem Motorsport und wurde in den 1930er-Jahren zu einem erfolgreichen Herrenfahrer. Seinen ersten Renneinsatz hatte er beim Coupe Georges Boillot 1927, wo er auf einem Bugatti am Start war und ausfiel. Seine größten Erfolge feierte Lewis in Brooklands und beim 24-Stunden-Rennen von Le Mans. Auf der Rennbahn in Weybridge wurde er bei den 500-Meilen-Rennen von Brooklands 1933, 1935 und 1936 jeweils Dritter. 1931 erreichte er auf einem Talbot AV105 den zweiten Rang, knapp geschlagen von Clive Dunfee und Cyril Paul in einem von Woolf Barnato gemeldeten Bentley Speed Six. 1929 gab er sein Debüt in Le Mans, wo er insgesamt siebenmal am Start war. Dreimal, davon zweimal mit Tim Rose-Richards als Partner, beendete er dieses 24-Stunden-Rennen an der dritten Stelle der Gesamtwertung.
Beim Tod seines Vaters erbte er 1944 dessen Adelstitel als 2. Baron Essendon und 2. Baronet, of Essendon Place, und wurde dadurch auf Lebenszeit Mitglied des House of Lords. Brian Lewis lebte nach dem Zweiten Weltkrieg viele Jahre in der Schweiz, wo er 1978 starb. Da er kinderlos blieb, erloschen seine Adelstitel mit seinem Tod.

## Statistik

### Le-Mans-Ergebnisse
| Jahr | Team                         | Fahrzeug                | Teamkollege       | Platzierung            | Ausfallgrund      |
| ---- | ---------------------------- | ----------------------- | ----------------- | ---------------------- | ----------------- |
| 1929 | Fox & Nicoll                 | Lagonda 2 Litre Speed   | Tim Rose-Richards | Ausfall                | Zylinderschaden   |
| 1930 | Fox & Nicoll                 | Talbot AO90             | Hugh Eaton        | Rang 3 und Klassensieg |                   |
| 1931 | Arthur Fox & Charles Nicholl | Talbot AV105            | Johnny Hindmarsh  | Ausfall                | Chassis gebrochen |
| 1932 | Arthur Fox                   | Talbot AV105            | Tim Rose-Richards | Rang 3                 |                   |
| 1933 | Arthur Fox                   | Alfa Romeo 8C 2300 LM   | Tim Rose-Richards | Rang 3                 |                   |
| 1934 | A.A. Rigby                   | Singer 1½ litre Le Mans | Johnny Hindmarsh  | Rang 7                 |                   |
| 1935 | Earl Howe                    | Alfa Romeo 8C 2300      | Earl Howe         | Ausfall                | Zylinderschaden   |